# Sonel

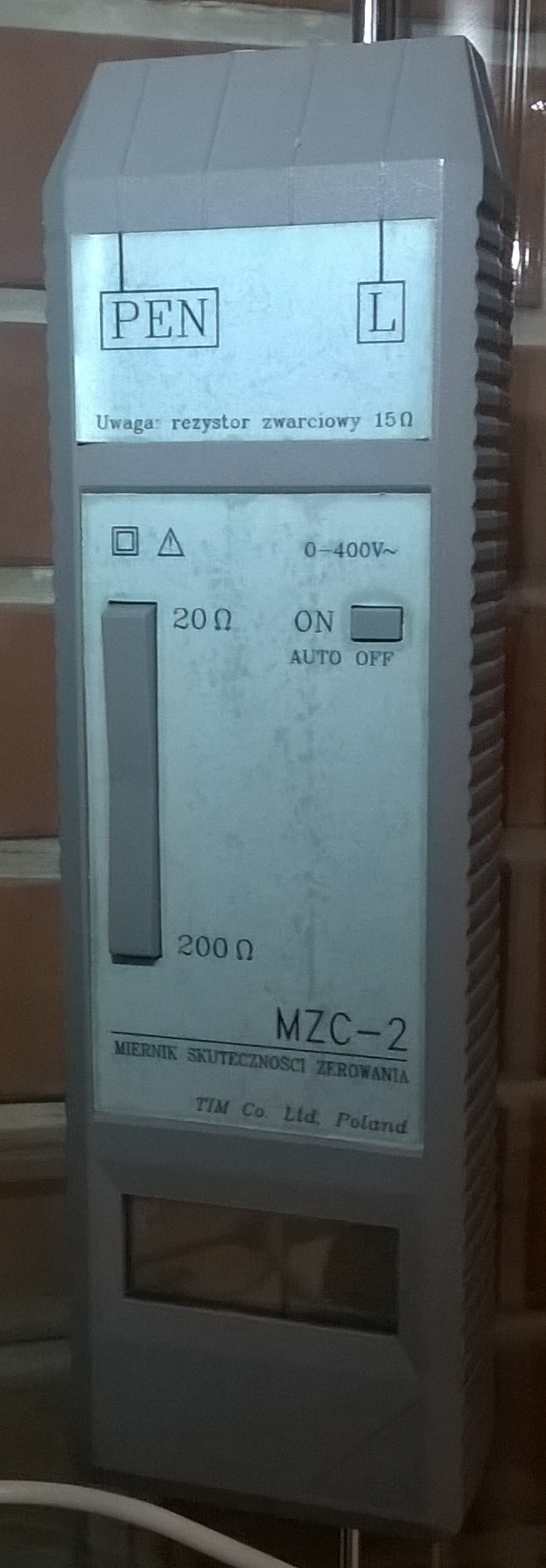
Pierwsze mierniki MZC-2 w szarej obudowie

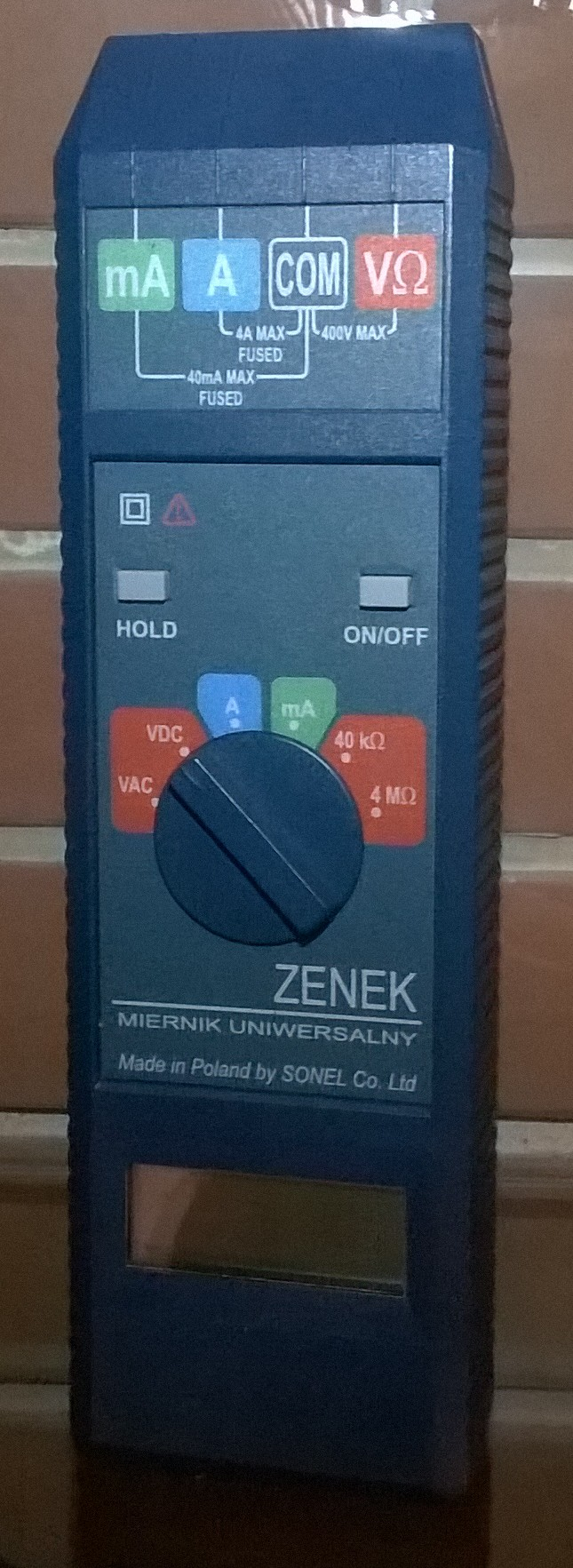
Multimetr ZENEK – limitowana edycja

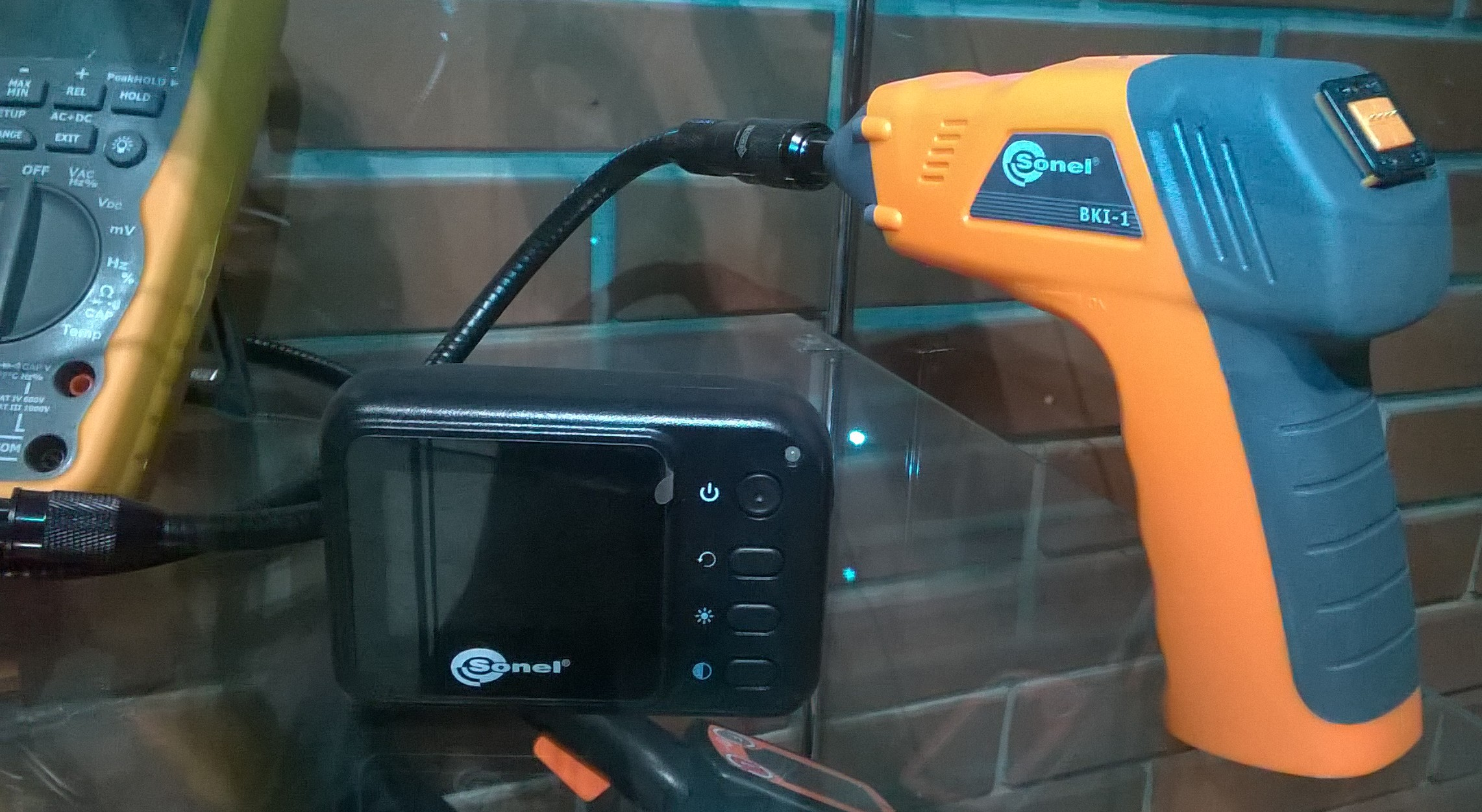
Bezprzewodowa kamera inspekcyjna BKI-1

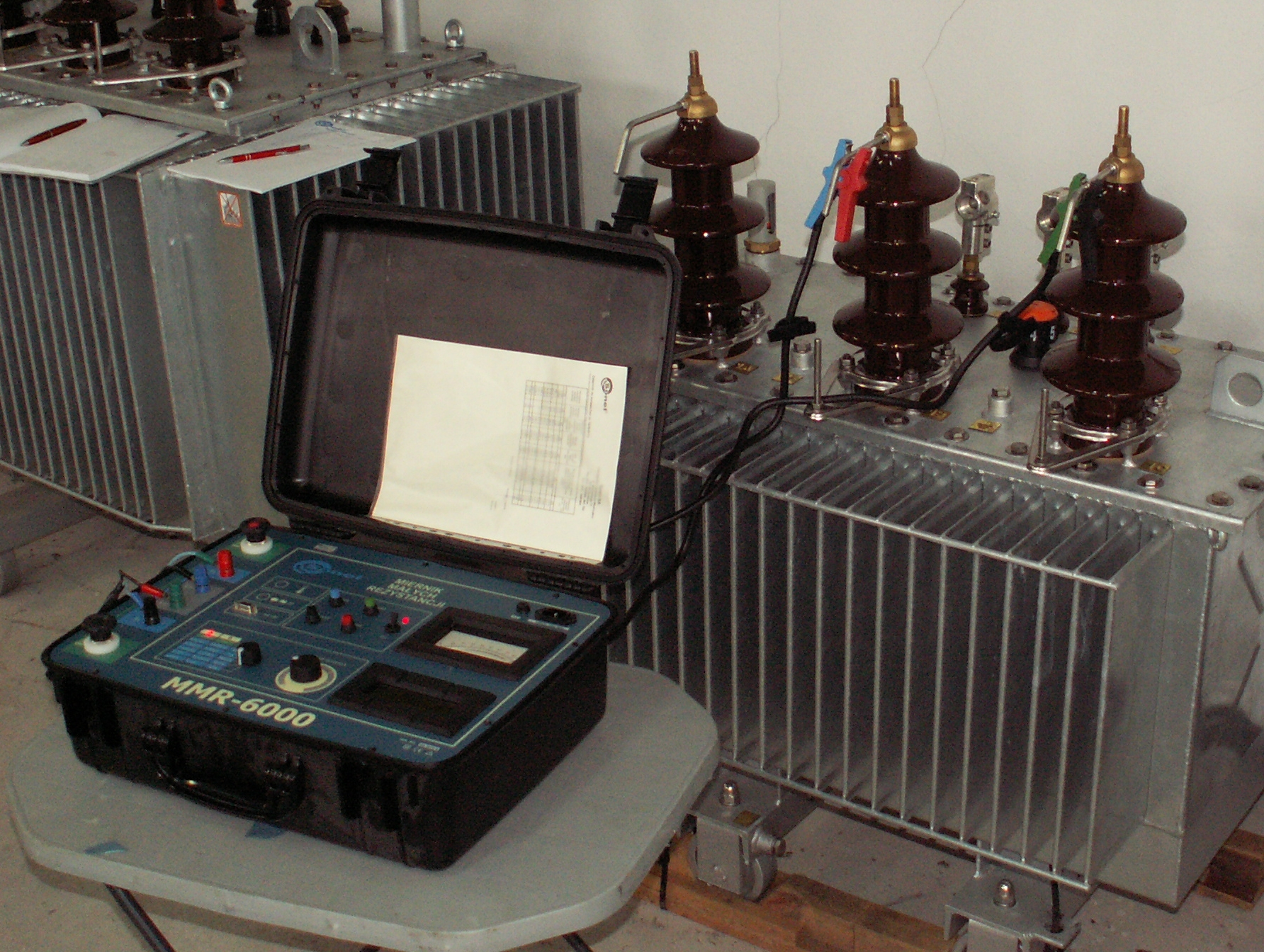
Pomiary rezystancji uzwojenia transformatora z rdzeniem amorficznym miernikiem Sonel MMR-6000 (Megabras MPK102e)

Sonel S.A. – polskie przedsiębiorstwo z siedzibą w Świdnicy, notowane na Giełdzie Papierów Wartościowych w Warszawie, producent oraz importer przyrządów pomiarowych wykorzystywanych głównie do pomiarów elektrycznych.

## Historia

### Zakład Innowacyjno-Wdrożeniowy TIM sp. z o.o. (Wrocław)
Idea seryjnej produkcji cyfrowych przyrządów do pomiarów elektrycznych urzeczywistniła się uruchomieniem montażu miernika skuteczności zerowania (oporu pętli zwarcia) w powstałym w 1990 roku Zakładzie Innowacyjno-Wdrożeniowym TIM sp. z o.o. (części hurtowni TIM S.A.). Na bazie prac prowadzonych na Politechnice Wrocławskiej zaprojektowany został przyrząd MZC-1. Mimo ręcznej produkcji w warunkach „garażowych” okazał się urządzeniem nie ustępującym parametrami przyrządom produkcji niemieckiej i brytyjskiej, co w połączeniu z dużo niższą ceną zaowocowało sukcesem rynkowym. Kolejny model, MZC-2, okazał się, dzięki prostej konstrukcji (obsługa jednym przyciskiem) oraz niezawodności, jednym z najlepiej sprzedawanych przyrządów pomiarowych (ponad 30 tysięcy na rynku polskim).

### TIM sp. z o.o. w Świdnicy
Zwiększający się popyt i brak możliwości zwiększenia produkcji w dotychczasowych warunkach spowodowały przekształcenie w 1994 roku Zakładu Innowacyjno-Wdrożeniowego TIM S.A. w spółkę TIM sp. z o.o., przy czym siedziba nowej spółki została przeniesiona do Świdnicy, gdzie mieścił się jeden z oddziałów TIM S.A. Rok 1994 jest przyjęty jako oficjalna data rozpoczęcia działalności spółki, choć spółka funkcjonowała wówczas pod inną nazwą, zaś produkcja odbywała się już od kilku lat.
Rok 1994 przyniósł pierwszy, całkowicie polskiej konstrukcji, cyfrowy przyrząd do pomiaru rezystancji izolacji (MIC-1), a następnie miernik parametrów wyłączników różnicowoprądowych (RCD). Duża powierzchnia produkcyjna i magazynowa pozwoliła poszerzyć produkcję o źródła oświetlenia ulicznego – oprawy na licencji Schneider, produkowane do końca 2000 roku.
Zakup linii montażu powierzchniowego SMT (1997) pozwolił na zautomatyzowanie procesu produkcji. W 1997 roku powstaje pierwsza konstrukcja przyrządu do pomiarów impedancji pętli zwarcia (również jedna z pierwszych na świecie).

### Zmiana nazwy i struktury
Przełom 1997/1998 przynosi zmianę nazwy spółki na Sonel sp. z o.o. W kolejnym roku następuje przekształcenie spółki w Sonel S.A. Pakiet większościowy obejmują Krzysztof Folta – prezes TIM S.A., oraz Krzysztof Wieczorkowski; pozostałe kilku- i kilkunastoprocentowe udziały obejmują w większości osoby związane finansowo z TIM S.A.
Wyprodukowanie w 1999 roku pierwszego w Polsce mikroprocesorowego miernika uziemień i rezystywności gruntu (MRU-100) zbiega się z powołaniem działu handlowego, do którego zostają zatrudnieni inżynierowie-elektrycy oraz pomiarowcy, co ma przeciwdziałać wyhamowaniu dotychczasowego corocznego wzrostu sprzedaży. Od tego czasu sprzedaż przyrządów pomiarowych na rynku krajowym opiera się na idei bezpośrednich kontaktów z klientem końcowym, co przekłada się na obraz firmy jako producenta krajowego, a dodatkowo zespołu profesjonalistów. W efekcie w następnych latach następuje praktyczne zmonopolizowanie rynku polskiego, mimo kilkuletniego zastoju technologicznego w firmie.
Koniec lat 90. to nawiązanie kontaktów z kontrahentem rosyjskim i początek sprzedaży przyrządów Sonelu na rynkach WNP (w kolejnych latach do 30% całkowitej produkcji) poprzez powołaną polsko-rosyjską spółkę SONEL O.O.O. z siedzibą w Moskwie, posiadającą wyłączność na sprzedaż w Rosji i krajach WNP.

### Rozwój 2001–2006

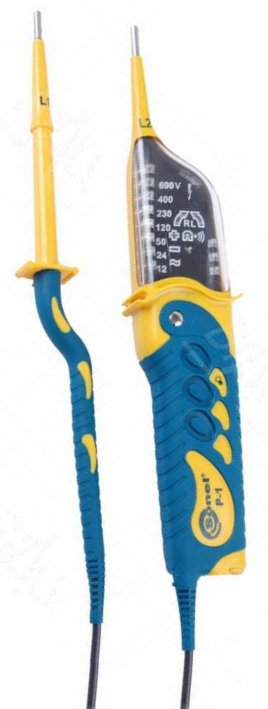
Wskaźnik napięcia P-1 wersja żółtoniebieska

Rozwój znajdującego się we Wrocławiu biura konstrukcyjnego owocuje w kolejnych latach rozwiązaniami technicznymi, z których silnoprądowy miernik impedancji miliohmowych pętli zwarcia MZC-310S pozwala Sonelowi na próbę zaistnienia na rynkach Europy Zachodniej, Azji oraz Ameryki Północnej.
Po rozpoczęciu produkcji miernika wielofunkcyjnego (MPI-510), w 2006 roku Sonel odnotowuje sprzedaż w ponad 20 krajach świata. Oczekiwania rynku na poszerzenie oferty oraz nieopłacalność produkcji prostych przyrządów owocuje wprowadzeniem na rynek obcej produkcji pod własną nazwą. Pierwsze kastomizacje to cyfrowe mierniki cęgowe CMP-1 i CMP-2

### Wejście na GPW

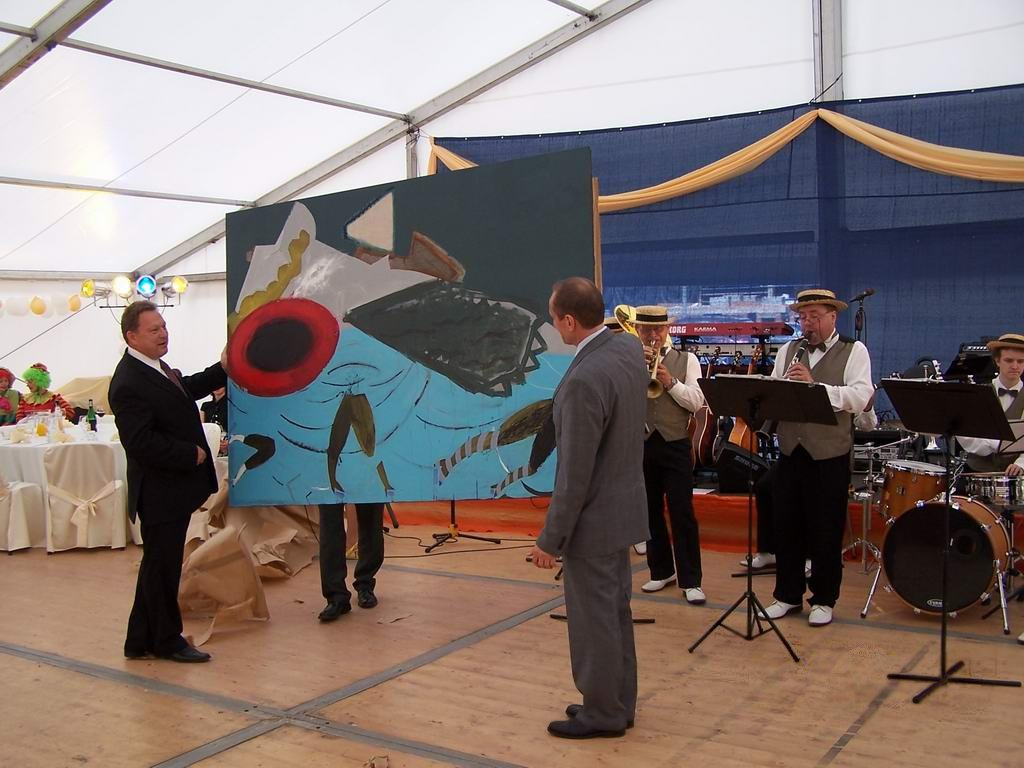
Uroczyste otwarcie obecnej siedziby spółki

W 2008 roku Sonel przeprowadza publiczną emisję akcji, pozyskując ok. 26 mln PLN, które pozwalają sfinansować wybudowanie i wyposażenie nowej siedziby spółki. Obiekt zostaje zaprojektowany w stylu high-tech, zarówno jeśli chodzi o linie produkcyjne jak ogólny image. Dotychczasowa siedziba zostaje sprzedana, jednak cały zysk z transakcji kompensuje strata Sonelu na opcjach walutowych (ponad 2,5 mln PLN).
W 2 połowie 2008 roku część akcji Sonelu S.A. trafia na Giełdę Papierów Wartościowych; pakiet kontrolny spółki (ponad 40%) znajduje się w posiadaniu obecnych prezesów Sonelu S.A. oraz TIM S.A.

### Poszerzenie oferty o produkty obce pod marką Sonel
Od 2006 roku Sonel intensywnie wprowadza na rynek inne przyrządy chińskie (głównie produkcji CEM), zarówno do pomiarów elektrycznych (seria cęgów CMP, multimetry, testery napięcia), jak i środowiskowych (pirometry, luksomierz). Wprowadzona w 2008 pod logo Sonelu bezprzewodowa kamera inspekcyjna BKI-1 zostaje wycofana ze sprzedaży pod koniec 2011 roku.
W 2009 roku firma wprowadza na rynek kamer termowizyjnych KT-160 pod nazwą Wuhan Guide Easir-4 produkcji chińskiej, a następnie pozostałych kamer serii Easir (łącznie 6 typów); w roku 2013 również modelu wysokiej rozdzielczości ThermoPro TP9 jako KT-640. Oferta kamer zostaje poszerzona w 2014 roku o kamerę do wyładowań koronowych (UV) UV-260 (oryginalnie Ulirvision TD90).
Wiosną 2015 roku w ofercie pojawiają się niedrogie kamery termowizyjne nowej serii KT-80 i KT-145 (oryginalnie modele BritIR B0 oraz BritIR B1 produkcji Wuhan Guide) oraz kamera „policyjna” KT-P38 (oryginalnie model Guide IR-518 produkcji Wuhan Guide).
W latach 2016–2018 wprowadzone zostają pod marką Sonelu kolejne chińskie kamery produkcji Wuhan Guide – B-series jako KT-165, KT-250, KT-320; C-series jako KT-560, KT-650, KT-670 oraz D-series jako KT-195, KT-200, KT-385 i KT-400.
W roku 2010 oferta zostaje poszerzona o część urządzeń produkowanych w Rosji przez Sonel o.o.o. dotychczas wyłącznie na rynek krajów WNP – kalibratory rezystancji (seria SRP).
Od roku 2011 Sonel próbuje zaistnieć w nowych obszarach, wprowadzając na polski rynek kolejne produkty. Jeden z serii lokalizatorów kabli podziemnych firmy Cable Detection, model EZiCAT i550 został wprowadzony do oferty Sonelu jako LKZ-1000, zaś jako reflektometr TDR-410 funkcjonuje od końca 2013 roku przyrząd TX4000TM produkcji Bi Communications.
W 2 połowie 2015 roku Sonel wprowadza pod swoją marką, jako LKZ-2000, kolejny lokalizator kabli – ULTRA System produkcji Cable Detection.
Zwiększenie obrotów spółki w latach 2006–2012 (rekordowo ponad 42% rok do roku) przełożyło się na oczekiwania inwestorów (posiadaczy akcji spółki) – w większości członków zarządów Sonel S.A i TIM S.A. – na ich realizację. Rok 2006 przyniósł rekordowe zyski w związku ze zrealizowaniem zamówienia (sprzedaż przyrządów w ramach przetargu wartości ok. 4 mln. PLN) dla jednostek podległych Ministerstwu Edukacji Narodowej, sfinansowanego z dotacji Unii Europejskiej. W kolejnych latach obroty i zyski spółki ulegały dalszemu zwiększeniu.
Od momentu wejścia Polski do Unii Europejskiej Sonel aktywnie wykorzystuje dotacje unijne. Od roku 2012 zapowiadane było wejście Sonelu na rynek fotowoltaiki – zarówno przyrządów pomiarowych, ale głównie sprzedaży ogniw produkowanych pod marką Sonelu.

## Działalność

### Zakres oferty
- Urządzenia do pomiarów:
  - rezystancji i impedancji pętli zwarcia (produkcja),
  - rezystancji izolacji (produkcja),
  - rezystancji uziemienia i rezystywności gruntu (produkcja),
  - zabezpieczeń różnicowoprądowych (produkcja),
  - temperatury – pirometry i kamery termowizyjne (import),
  - oświetlenia (import oraz kooperacja),
  - bezpieczeństwa sprzętu elektrycznego – PAT (produkcja),
  - bardzo małych rezystancji – mikroomomierze (produkcja),
- Przyrządy do analizy jakości zasilania (produkcja).
- Urządzenia do lokalizacji przewodów i kabli (import oraz produkcja).
- Urządzenia do lokalizacji uszkodzeń przewodów i kabli (import).
- Urządzenia do lokalizacji wyładowań niezupełnych UV (import).
- Przyrządy laboratoryjne:
  - tablice prezentacyjne (produkcja),
  - kalibratory rezystancji (import).
- Multimetry, mierniki cęgowe, testery, sygnalizatory (import).
- Wskaźniki dwubiegunowe (produkcja).
- Oprogramowanie do współpracy z przyrządami pomiarowymi (w kooperacji).

Oprócz produkcji przyrządów pomiarowych, w Sonelu wykonywany jest montaż powierzchniowy oraz przewlekany elektroniki dla klientów zewnętrznych, jednak działalność ta jest dla spółki mało zyskowna.

### Ekspansja na nowych rynkach
W 2013 roku powstaje polsko-indyjska spółka SONEL INSTRUMENTS INDIA PRIVATE LIMITED, której prezesem został obecny wiceprezes Sonelu; pierwszy rok jej działalności został zakończony stratą.
Na początku 2014 roku została powołana polsko-chińska spółka Foxytech (z firmą Holley Metering LTD Hangzhou, Chiny), mająca zajmować się wprowadzeniem na polski rynek chińskich cyfrowych liczników energii elektrycznej Foxytech (docelowo zapowiadana produkcja).
Od 2013 roku następuje spadek obrotów Sonelu na rynku rosyjskim, w 2014 roku spadek wyniósł ok. 30%.

### Zatrudnienie
Od roku 2009 zatrudnienie utrzymuje się na poziomie nieco ponad 200 osób (z tego większość w głównej siedzibie spółki w Świdnicy, zaś ok. 10% w biurze konstrukcyjnym we Wrocławiu). W roku 2012 zatrudnionych w firmie było ponad 210 osób. Mimo zapowiedzi zarządu (związanych ze zobowiązaniami działalności w Specjalnej Strefie Ekonomicznej) liczba zatrudnionych w firmie w 1 połowie 2014 roku spadła do 202 osób, natomiast wynagrodzenie Zarządu wzrosło rok do roku dwukrotnie.

## Akcjonariusze (powyżej 5%)[45][46][47]
- Krzysztof Wieczorkowski - 22,5%
- Krzysztof Folta (Prezes TIM S.A.) – 21,1%
- OFE Aviva BZ WBK*– 10,00%
- Mirosław Nowakowski - 8,3%
- Jan Walulik - 6,9%
- Sołkiewicz Tadeusz - 7,1%